# Sibylle Murer
Sibylle Murer (7 agosto 1977) è un'ex sciatrice alpina svizzera.

## Biografia
Originaria di Beckenried e attiva dal dicembre del 1994, in Coppa Europa la Murer esordì il 7 febbraio 1997 a Sankt Moritz in discesa libera (53ª) e conquistò l'unico podio il 26 gennaio 1999 ad Altenmarkt-Zauchensee nella medesima specialità (3ª);  in Coppa del Mondo esordì il 27 febbraio 1999 a Åre in discesa libera, senza completare la prova, ottenne il miglior piazzamento il 5 marzo successivo a Sankt Moritz nella medesima specialità (34ª) e prese per l'ultima volta il via il 25 gennaio 2001 a Lenzerheide in supergigante (47ª). Si ritirò al termine di quella stessa stagione 2000-2001 e la sua ultima gara fu uno slalom speciale FIS disputato il 7 aprile a Lenzerheide; non prese parte a rassegne olimpiche o iridate.

## Palmarès

### Coppa Europa
- Miglior piazzamento in classifica generale: 19ª nel 1999
- 1 podio:
  - 1 terzo posto